# Sahel Oulad H'Riz
Sahel Oulad H'Riz (franska: Sahel Oulad H Riz (CR), Sahel Oulad H Riz (Commune Rurale), arabiska: لخيايطة) är en kommun i Marocko.   Den ligger i provinsen Berrechid och regionen Casablanca-Settat, 120 km sydväst om huvudstaden Rabat. Antalet invånare är 19 286.